# Bertrand Serlet
Bertrand Serlet (1960) é um cientista da computação francês.
Obteve um doutorado em ciência da computação na Universidade Paris Sul. Trabalhou inicialmente no INRIA. Imigrou da França para os Estados Unidos em 1985. He succeeded Avie Tevanian to the position in July 2003.